# Hipogeu Durall i Surís
L'Hipogeu Durall i Surís és un sepulcre del municipi de Lloret de Mar (Selva) que forma part de l'Inventari del Patrimoni Arquitectònic de Catalunya. Aquest hipogeu està situat al marge dret del passeig central del cementiri de Lloret de Mar i està construït amb pedra de Montjuïc i marbre de Carrara.

## Descripció
Pel que fa a la iconografia, l'hipogeu fa una simbiosi entre una creu i un àngel. Com que és la primera obra de l'arquitecte B. Conill en el context del nou cementiri, és la primera versió del tema de l'àngel. Es tracta d'un àngel amb túnica i cabells llargs i les mans plegades a l'altura esquerra del pit. Al conjunt domina la línia corba i l'equilibri entre les parts. A la base hi ha un relleu de pedra amb la llegenda: Faa (Família) DE JOAN DURALL i SURÍS
Pel que fa al conjunt del cementiri de Lloret de Mar, és reconegut per oferir un dels conjunts d'escultura funerària modernista més importants del país. El cementiri s'articula al voltant l'avinguda Principal i la de Sant Josep (lateral esquerra). El conjunt de sepultures més interessants, la majoria de les quals estan realitzades amb pedra de Montjuïc (Barcelona) o de Girona, i amb marbre, en alguns casos de Carrara (Itàlia), són les sepultures ricament esculpides dels rics lloretencs: indianos que havien arribat de fer fortuna, metges, notaris i rendistes. Hi ha obres projectades pels arquitectes Bonavenutura Conill i Montobbio (1876-1946), Vicenç Artigues i Albertí (1876-1963), Josep Puig i Cadafalch (1862-1957) i Antoni M. Gallissà (1861-1903); i esculpides, entres d'altres, per Ismael Smith i Marí (1886-1972).

## Història
L'autor del projecte és l'arquitecte Bonaventura Conill i Montobbio i l'autor de l'escultura és Josep Maria Barnadas i Mestres. És la primera obra de B. Conill al cementiri de Lloret i fou construït el 1903. L'escultura de l'hipogeu es va publicar el 1906 a "Arquitectura y Construcción" núm. 169, agost.
Pel que fa al cementiri, les primeres referències d'un nou cementiri són de 1874, però oficialment es va començar a tractar la necessitat de construir un nou cementiri més allunyat de la vila l'any 1891. El terreny escollit fou el lloc anomenat Mas d'en Bot, al costat de l'Ermita de Sant Quirze i que pertanyia al Sr. Salvador Bianchi. Les obres van començar el 1896-1899 i van acabar el 1901. La capella es va acabar el 1903, i fou construïda per Joan Soliguer. Pel que fa als panteons i hipogeus de primera classe, aquests varen ser encomanats majoritàriament a arquitectes. Els projectes dels panteons i hipogeus del nou cementiri foren d'A M. Gallissà, J. Puig i Cadafalc, V. Artigas i Albertí, B. Conill i Montobbio i R. M. Ruidor.